# Eleftheria Deko
Eleftheria Deko (griechisch Ελευθερία Ντεκώ; * 20. Jahrhundert, in Athen) ist eine griechische Lichtkünstlerin, die unter anderem durch die Beleuchtung griechischer Altertümer bekannt wurde, die Beleuchtungslehre in den griechischen Hochschullehrplan einführte und zahlreiche Preise für ihre Kreationen gewann.

## Leben und Karriere
Eleftheria Dekos Familie stammt von der Insel Tinos, sie selbst wuchs in ihrer Geburtsstadt Athen auf und studierte in Griechenland Philologie und Balletttanz. Anschließend erhielt sie ein Stipendium für die New York University (NYU), wo sie einen Master-Studiengang in Darstellende Kunst (Tanz) absolvierte. Dort nahm sie 1987 an einem Beleuchtungskurs teil, um eigene Aufführungen zu beleuchten. Die Beschäftigung mit dem Licht faszinierte sie so stark, dass sie es zu ihrem Beruf machte. Dabei vertritt sie die Meinung, dass Lichtdesign eine Kunstform sei, die Wissen und Beherrschung der Technik verlangt. Um Theateraufführungen angemessen zu beleuchten, so Eleftheria Deko, finde ein Dialog mit dem aufzuführenden Werk statt. Diese Beleuchtung für Aufführungen habe eine gewisse Vergänglichkeit, während Architekturbeleuchtungen Stabilität und Zeitlosigkeit charakterisierten. Aber auch dabei fände, so die Künstlerin, ein Dialog mit dem Bauherrn und Architekten statt, um die Beleuchtungsart auszuwählen und ein Konzept zu entwickeln. Gefragt nach der Quelle ihrer Inspiration antwortete sie in einem Interview mit Kelly Stavropoulou der Tageszeitung Kathimerini: «Το φυσικό φως είναι ο δάσκαλός μου.» (Das natürliche Licht ist mein Lehrer.).
Eleftheria Deko gilt als Pionierin der Beleuchtung. Sie führte in über 600 Theater-, Oper- und Musikaufführungen Beleuchtungsregie. 1990 begann sie in ihrem Fach an der New York University zu lehren, wo sie zwei Jahre lang das Fach Bühnenlicht unterrichtete. 1992 kehrte sie nach Griechenland zurück. Eine der wichtigsten ihrer Aufträge war die Beleuchtung der Eröffnungs- und der Abschlussfeier der Olympischen Spiele 2004 in Athen. Für die Eröffnungszeremonie erhielt sie den internationalen EMMY-Preis für herausragende Lichtregie und war damit die erste Griechin, die diese internationale Auszeichnung erhielt.
Im Jahr 2005 wurde sie zur Assistenzprofessorin für Bühnenbeleuchtung an der Aristoteles-Universität Thessaloniki in der Abteilung für Theater an der Schule der Schönen Künste, wo sie zum ersten Mal in Griechenland die Lehre für Bühnenbeleuchtung an einer griechischen Universität einführte und den Lehrplan für drei Kurse in Bühnenbeleuchtung während ihrer 15-jährigen Amtszeit erstellte. Sie unterrichtete auch zwei Jahre an der griechischen Fernuniversität Patras (Ελληνικό Ανοικτό Πανεπιστήμιο (Ε.Α.Π.)) im Bereich Architekturbeleuchtung.
Eleftheria Deko begann 2000 im Bereich der Architekturbeleuchtung zu arbeiten und gründete das Eleftheria Deko & Associates Lighting Studio. Seitdem haben sie und ihr Team die architektonische Beleuchtung für zahlreiche öffentliche und private Architekturprojekte entworfen und dabei Auszeichnungen und internationale Preise gewonnen. Darunter die neue Beleuchtung der Akropolis, ein Projekt, das internationale Anerkennung und Auszeichnungen wie den LIT 2021 für das beste Beleuchtungsprojekt weltweit gewann.
Außerdem war sie auch für die Beleuchtung in mehreren griechischen Filmproduktionen zuständig, wie beispielsweise für den Film El Greco des griechischen Regisseurs Yannis Smaragdis.
Sie übernahm 2020 auch die Fassadenbeleuchtung des neuen Flügels des Athener Flughafens Eleftherios Venizelos.

## Architektur-Beleuchtungen

### Akropolis Athen
2020 wurde Eleftheria Deko von der Onassis Stiftung als Geldgeberin in Zusammenarbeit mit dem Kulturministerium beauftragt, eine neue Beleuchtung der Akropolis auszuarbeiten. Zusammen mit ihrem Team entschied sie sich, „eine Beleuchtung, die nicht beleuchtet, sondern koexistiert und ihr [der Akropolis] eigenes reines und reinweißes Licht hervorhebt, zu wählen“. Vorher hatte sie sich über einen längeren Zeitraum mit dem antiken Bauwerk und den Lichtverhältnissen zu verschiedenen Tages- und Nachtzeiten dort vertraut gemacht und auch beobachtet, wie die Akropolis von den sie umgebenden Anhöhen wirkte. Ausgewählt wurde letztendlich ein warmes, orangefarbenes Licht, um die von ihr als „Trilogie“ bezeichneten Felsen, Mauern und Denkmäler, aus der die Akropolis besteht, gerecht zu werden. Ziel ihrer Beleuchtung der Akropolis ist, so Eleftheria Deko, „dass das Monument nicht nur stolz im Zentrum der Stadt steht, sondern auch unauslöschlich in unseren Herzen leuchtet.“

### Poseidontempel in Sounion
Eleftheria Deko installierte 2024, beauftragt vom griechischen Ministerium für Kultur, die nächtliche Beleuchtung des Poseidontempels in Sounion, um damit das Denkmal und seine unmittelbare Umgebung hervorzuheben, ohne in seinen Charakter einzugreifen oder ihn zu verändern. Besondere Beachtung fand dabei die Umweltverträglichkeit der Beleuchtung, ferner wurde Lichtverschmutzung durch die Verwendung spezieller Linsen, die auf das Denkmal gerichtet sind, vermieden. Außerdem wurde die Leuchten so ausgewählt, dass diese keine visuellen Störungen beim Besuch der antiken Stätte darstellen.

## Rezeption
Sonia Tallandinou schrieb auf parallaximag.gr über die Lichtkunst von Eleftheria Deko: „Aber die wichtigste Lektion, die sie [Eleftheria Deko] letztlich erteilt, ist, dass alles Licht ist, das nicht nur durch jede Ritze eindringt, sondern das wir mit Kraft aus unserem Inneren ausstrahlen und das jede unserer Beziehungen und Handlungen erhellt. Wie ein Dichter sagen würde. Und Eleftheria Dekos Kreationen haben durchaus etwas von Poesie an sich. Man muss nur die Dunkelheit ignorieren, um sie zu sehen ...“
Über das neue Lichtdesign des Poseidontempels war im griechischen Online-Magazin Lifo zu lesen: „Die neue Beleuchtung des Tempels von Sounion durch Eleftheria Deko unterstreicht auf einzigartige Weise die archäologische und architektonische Bedeutung des Denkmals und verleiht ihm neue Dimensionen.“
Auf der englischsprachigen Nachrichten Website GTP war zu lesen: „The updated lighting, designed by the award-winning Eleftheria Deko and Associates, showcases the temple’s archaeological and architectural features in a unique and striking manner. The new illumination aims to enhance the monument’s visibility and appeal, both for visitors and in international broadcasts.“ (Die aktualisierte Beleuchtung, entworfen von der preisgekrönten Firma Eleftheria Deko and Associates, bringt die archäologischen und architektonischen Merkmale des Tempels auf einzigartige und eindrucksvolle Weise zur Geltung. Ziel der neuen Beleuchtung ist es, die Sichtbarkeit und Attraktivität des Denkmals sowohl für Besucher als auch in internationalen Übertragungen zu erhöhen.).

## Werke (Auswahl)
- 2004: Eröffnungsfeier und Abschlussfeier der Olympischen Spiele Athen
- 2015: „I see Light“ Lichtinstallationen
- 2016: Ausstellung „Vanity“ im Archäologischen Museum von Mykonos
- 2018: Agemar Maritime Headquarters, Kallithea, Athen
- 2020: Akropolis, Athen
- 2020: Anbau des Südflügels des Athener Flughafens Eleftherios Venizelos
- 2024: Poseidon-Tempel Sounion, Griechenland

## Auszeichnungen (Auswahl)
- 2004: für die Beleuchtung der Athener Eröffnungs- und Abschlussfeier der Olympischen Sommerspiele 2004: EMMY-Preis für herausragende Lichtregie[4]
- 2009: für ihren Beitrag zu Theateraufführungen und Künsten: Künstlerin des Jahres (Γυναίκα Καλλιτέχνης της Χρονιάς 2009)[3]
- 2018: für die Beleuchtung des Gebäudes Agemar Maritime Headquarters in Kallithea (Athen): erster Preis der DARC Awards[9]
- 2020: für die Beleuchtung der Akropolis: erster Preis der DARC Awards „high budget“[10]
- 2021: für die Beleuchtung der Akropolis: LIT 2021 für das beste Beleuchtungsobjekt weltweit[11]